# Ліаліс
Ліаліс (Lialis) — рід плазунів підродини Ліалісових родини Лусконогових. У складі роду 2 види.

## Опис
Довжина представників роду коливається від 60 до 70 см. Шкіра має світло-сірий, рожевий, жовтий, оливковий, світло-коричневий колір. Голова загострена та сильно витягнута, вкрита дрібною лускою. Дрібна луска також вкриває тулуб. Від лап збереглися ледве помітні вирости з обох боків анального отвору. Має гострі, відігнуті назад зуби. Повіки зрослися, і для очищення очей ліаліси, як і гекони, використовують язик, роздвоєний наприкінці. Зовнішні вушні отвори, овальної форми добре помітні.

## Спосіб життя
Полюбляє лісові місцини. Риє нори, де відпочиває вдень. Активний уночі. Харчується дрібними ящірками.
Це яйцекладні ящірки. Самиця роду ліалісів відкладає зазвичай 2—3 яйця.

## Розповсюдження
Мешкає в Австралії, островах Ару, та на о.Нова Гвінея.

## Види
- Lialis burtonis
- Lialis jicari